# Nadia Terranova
Nadia Terranova (ur. 1978 w Mesynie) – włoska pisarka, autorka książek dla dzieci i dla dorosłych.

## Życiorys
Urodziła się na Sycylii, obecnie mieszka i pracuje w Rzymie. Studiowała filozofię, obroniła pracę doktorską z historii współczesnej.
Laureatka wielu nagród literackich (Napoli, Laura Orvieto, Bagutta Opera Prima, Brancati, Fiesole, Grotte della Gurfa). Jej książki były tłumaczone na język francuski, hiszpański i litewski. W 2016 w Polsce ukazała się pierwsza książka dla dzieci inspirowana postacią Brunona Schulza, Bruno. Chłopiec, który nauczył się latać.
Zasiadała w jury sekcji "Horyzonty" na 78. MFF w Wenecji (2021).

## Wybrana twórczość
- Bruno. Chłopiec, który nauczył się latać (Bruno il bambino che imparò a volare, 2012), tłum. J. Wajs, Format, Wrocław 2016
- Gli anni al contrario (2015)
- Le nuvole per terra (2015)
- Casca il mondo (2016)